# Тиба (префектура)
Тиба (яп. 千葉県 Тиба-кэн) — префектура, расположенная в регионе Канто на острове Хонсю, Япония. Площадь префектуры составляет 5156,61 км², население — 6 196 701 человек (1 августа 2014), плотность населения — 1201,70 чел./км². Административный центр префектуры — город Тиба.

## История
В эпоху Нара на территории современной префектуры Тиба, после ряда преобразований, были закреплены границы трёх провинций: Ава, Кадзуса и Симоса. Опасность, исходившая от живших по соседству племён эмиси стала одним из факторов, определивших формирование самурайского сословия. Ближе к концу эпохи Хэйан над провинциями установилась власть клана Тайра. Однако, боковая ветвь дома Тайра — возникший в начале XII века в провинции Симоса, клан Тиба поддержал Минамото-но Ёситомо во время Смуты годов Хогэн и Минамото-но Ёритомо в ходе войны Гэмпэй и сыграл важную роль в создании сёгуната Камакура. В XVI веке земли рода Тиба были захвачены кланом Го-Ходзё, но в 1590 году Тоётоми Хидэёси в ходе объединения Японии уничтожил род Го-Ходзё, а эти земли впоследствии были поделены между вассалами сёгунов Токугава.
Префектура Тиба была основана 15 июня 1873 г. в результате слияния префектур Имба и Кисарадзу. Великое землетрясение Канто 1923 г. вызвало массовые разрушения по всей территории префектуры Тиба, и особенно в южной части полуострова Босо. В 1930-е годы в северных и центральных районах префектуры были сконцентрированы предприятия военно-промышленного комплекса, а на всем протяжении береговой полосы шло возведение военных баз и линий укреплений. Во время Второй мировой войны, после того, как Соединенные Штаты взяли под свой контроль остров Сайпан, города префектуры оказались в пределах досягаемости американских стратегических бомбардировщиков Б-29 «Суперкрепость». В ходе их авианалётов была разрушена большая часть индустриального севера.
В период оккупации Японии многие города префектуры использовались американскими войсками в качестве баз оккупации. Непосредственно послевоенный период характеризовался тщательно спланированной промышленной экспансией на севере префектуры и значительным ростом сельскохозяйственного производства после проведения земельной реформы. Промышленная зона Кэйё объединила более мелкие промышленные районы вдоль всего западного побережья, и до сегодняшнего дня остаётся важным центром тяжелого промышленного производства и крупномасштабных портовых сооружений. В 1978 г. начал свою работу Международный аэропорт Нарита, призванный разгрузить переполненный аэропорт Ханэда. Вследствие чего значительная часть международных авиасообщений стала поступать в Японию через префектуру Тиба. Сельское хозяйство, в частности выращивание риса, а также овощей для обслуживания столичного района Большого Токио значительно расширилось и стало источником дохода для северо-восточных и центральных районов префектуры. На юге доминирующей выступает тенденция к депопуляции, поскольку значительная часть населения переместилась на северо-восток префектуры в результате урбанизации Японии, этот процесс продолжается и в XXI веке.

## Ущерб префектуры от Землетрясения Тохоку 2011 года
Хотя в префектуре Тиба число жертв и ущерб, нанесённый жилищному хозяйству и промышленности, были гораздо меньше, чем в районе Тохоку, тем не менее в префектуре погибло 20 человек, главным образом в результате цунами. Произошло возгорание содержимого больших резервуаров для сжиженного нефтяного газа на нефтеперерабатывающем заводе в Итихара. Пожар продолжался в течение 10 дней и был устранён только 21 марта 2011 года. Также наблюдалось разжижение почвы мелиорированных земель в северных и западных районах префектуры. Были сильно затронуты города Тиба, Фунабаси, Нарасино, Ураясу и в результате необратимого ущерба жилищному фонду из-за разжижения почвы и наличия радиоактивных материалов население префектуры Тиба сократилось впервые с 1920 года.

## География
Тиба граничит с Ибараки к северу от реки Тон, с Токио и Сайтамой на западе, омывается Тихим океаном на востоке и Токийским заливом на юге. Преобладающая часть Тибы раскинулась на холмистом полуострове Босо — области рисоводства: восточное побережье, известное как 99-лиговая равнина — особенно производительный регион. Наиболее населённая область — северо-восток префектуры — часть региона Канто, который простирается в городскую агломерацию Токио и Сайтама. Течение Куросио проходит возле Тибы, что делает зиму относительно теплой, а лето прохладным в сравнении с соседним Токио.

## Административно-территориальное деление
В префектуре Тиба расположено 37 городов и 6 уездов (16 посёлков и одно село).

### Города
Список городов префектуры:
| - Абико; - Асахи; - Индзай; - Йоцукайдо; - Исуми; - Итикава; - Итихара; - Камагая; - Камогава; | - Касива; - Катори; - Кацуура; - Кимицу; - Кисарадзу; - Мацудо; - Минамибосо; - Мобара; - Нагареяма; | - Нарасино; - Нарита; - Нода; - Сакура; - Самму; - Сирои; - Содегаура; - Соса; - Татеяма; | - Тёси; - Тиба; - Тогане; - Томисато; - Оамисирасато; - Ураясу; - Фунабаси; - Фуццу; - Ятиё; - Ятимата. |

Крупнейшие города префектуры: Тиба (960 тыс.), Фунабаси (610 тыс.), Мацудо (485 тыс.), Итикава (475 тыс.) и Касива (400 тыс.).

### Уезды
Посёлки и сёла по уездам:
| - Имба; - Сакаэ; - Сисуи; - Катори; - Кодзаки; - Тако; - Тоносё; - Самбу; - Йокосибахикари; - Кудзюкури; - Сибаяма; | - Тёсей; - Итиномия; - Муцудзава; - Нагара; - Сирако; - Тёнан; - Тёсей; - Исуми; - Ондзюку; - Отаки; - Ава; - Кёнан. |

## Экономика

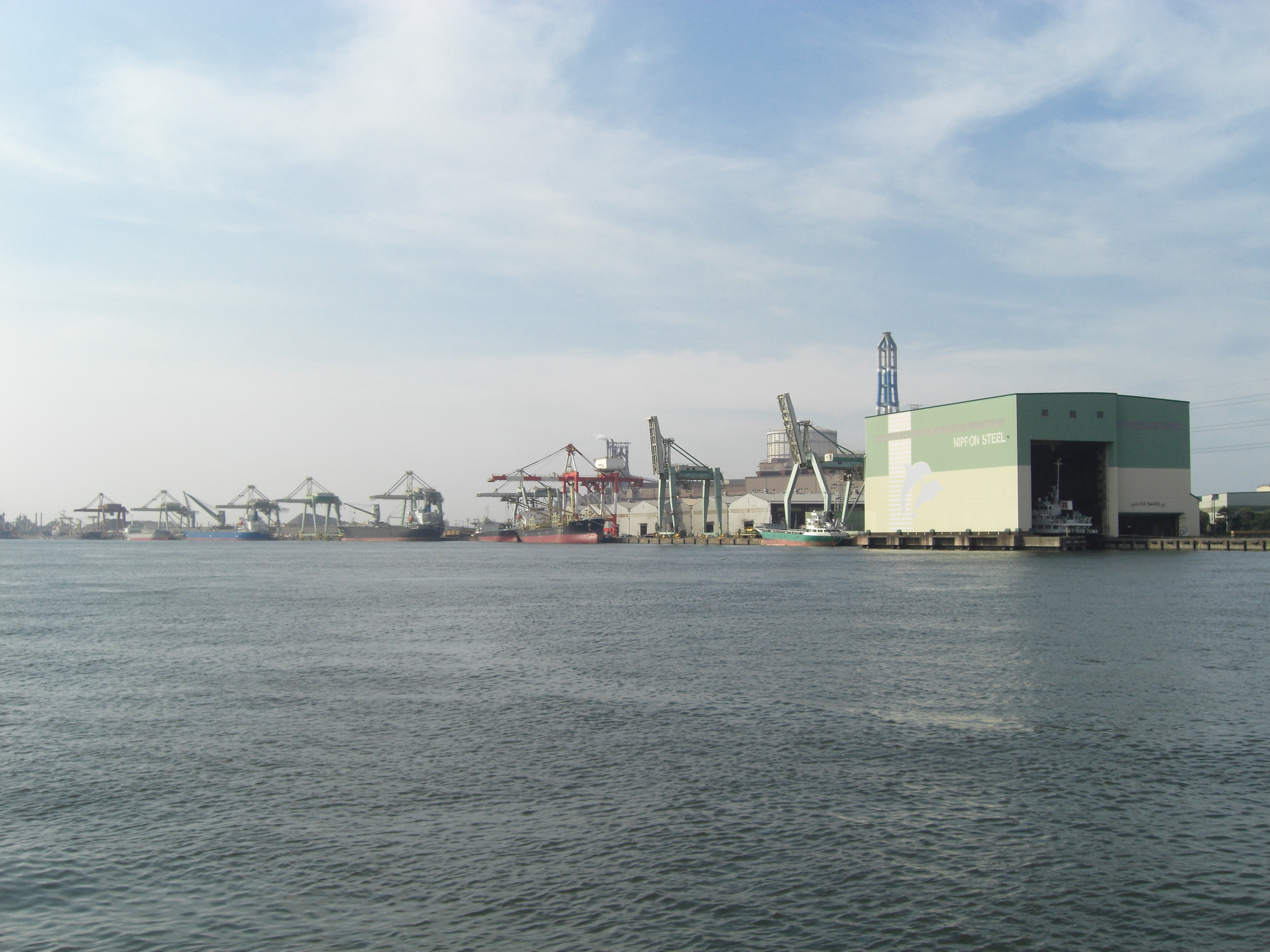
Завод «Ниппон Стил» в Кимицу

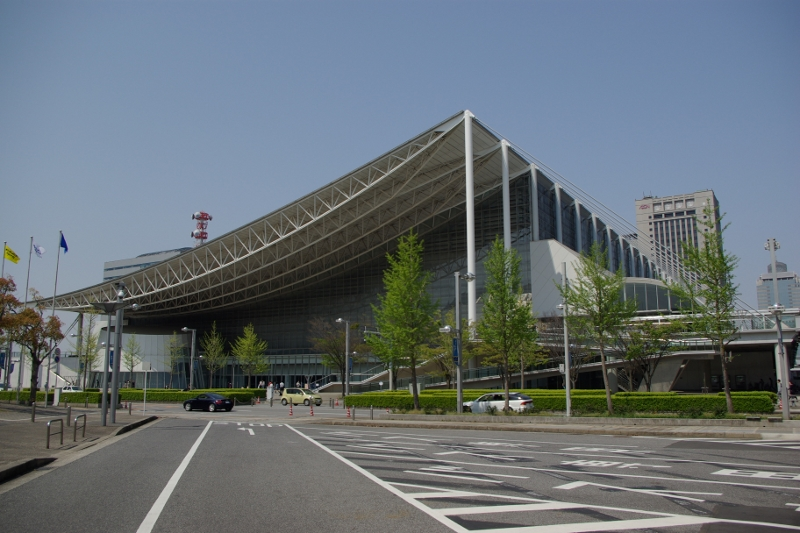
Комплекс «Макухари Мэссэ» в Тиба

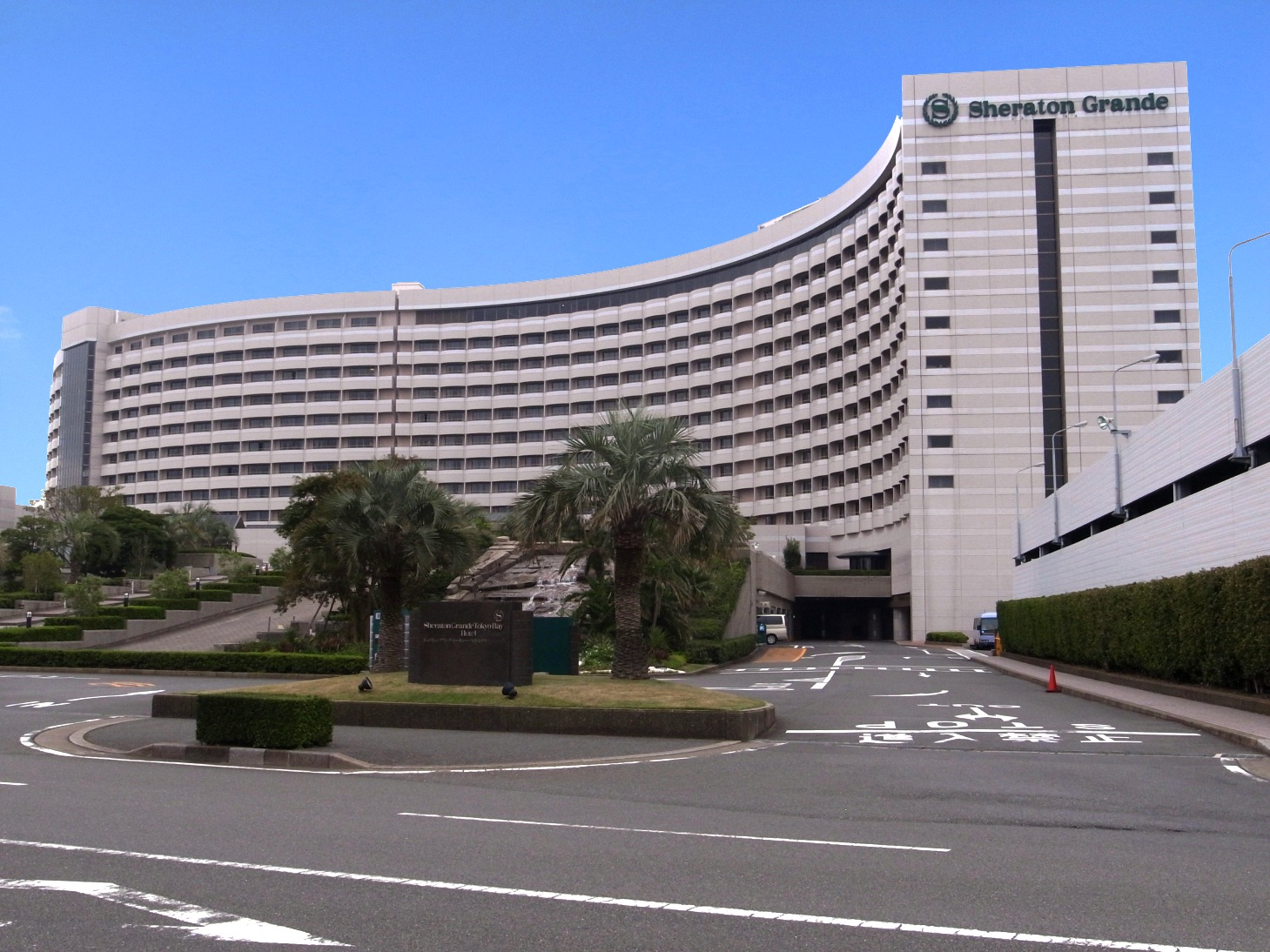
Отель «Шератон» в Ураясу

Тиба, благодаря своему протяженному побережью и близости к Токио, является одной из наибольших промышленных зон в стране. После того, как в 1950 году префектура была выбрана для строительства основного сталелитейного завода «Кавасаки», местные власти начали широкомасштабную программу по намыванию больших участков земли для заводов, складов и доков. Химическое производство, нефтехимия и машиностроение — три главных промышленные отрасли Тибы: вместе они дают 45 % экспорта префектуры. Также большое значение в экономике Тибы играют торговля, транспорт, металлургия, пищевая промышленность и туризм. В 80-90-х годах правительство основало более 80 промышленных зон, предназначенных для ускорения развития внутренних областей Тиба.
Префектура Тиба, обладающая мягким климатом и плодородной почвой, является одной из крупнейших сельскохозяйственных префектур Японии. Тиба находятся очень близко к Токио, одному из самых больших потребляющих регионов. Сельскохозяйственная продукция префектуры в 2012 году составила около 415 млрд иен, это третий по величине показатель среди всех префектур. Кроме того, Тиба занимает лидирующие позиции в объёме производства, таких агрокультур как японская редька и груши.
Среди популярной сельскохозяйственной продукции можно также выделить морковь, арбуз, рис, дыню, гвоздику и японскую шпинатную горчицу — комацуна.
Префектура окружена спокойными водами Токийского залива и открытым Тихим океаном, где сходятся течения Куросио и Оясио, что создаёт превосходные условия для ловли самых разнообразных морепродуктов. Общий объём морского рыболовства и выращенной рыбы в префектуре за 2012 году составил 173 килотонны. Тиба признана одной из передовых префектур в отрасли рыбной ловли, о чём свидетельствует улов сардин, анчоусов и окуней, который является самым высоким в стране.
В городе Тиба базируются корпорации «Аэон» (розничная торговля и финансовые услуги), «Тиба Бэнк» (финансы), «Сейко Инструментс» (электроника), «Тиба Урбан Монорейл» (железнодорожные перевозки), «Тиба Ти-Ви» (телевидение), «БМВ Джапан» (дистрибуция автомобилей) и «Эр-И Амения» (тюнинг автомобилей и производство комплектующих). В Мацудо базируются корпорации «Мабути Мотор» (электродвигатели), «Сейко Гикен» (оптическое и электронное оборудование) и «Мацумото Киёси» (розничная торговля), в Ураясу — «Ориентал Лэнд Компани» (развлечения, туризм, отели и торговля), в Итикава — «Кавасаки Кисэн Кайся» (судоходство), в Мобара — корпорация Футаба (игрушки и радиоуправляемые модели), в Ятиё — «Перл» (музыкальные инструменты), в Нода — «Киккоман» (соусы, напитки, фармацевтика и рестораны), в Фунабаси — «Фудзи Фудс» (пищевые продукты), в Тёси — «Ямаса» (соусы), в Камагая — «Син-Кайсэй Электрик Рейлвэй» (железнодорожные перевозки).
Среди крупнейших работодателей префектуры выделяются металлургический завод «Кавасаки Стил» («Джей-Эф-И Стил Корп»), теплоэлектростанция «Токио Электрик Пауэр», порт Тибы с терминалом «Марубени», выставочный комплекс «Макухари Мессе», железнодорожные станции «Тиба» («Ист Джапан Рейлвэй Компани») и «Кайсэй Тиба» («Кайсэй Электрик Рейлвэй»), офисный комплекс «Уорлд Бизнес Гарден», технологический центр «ИБМ», отель «Макухари Принс» в Тиба, международный аэропорт «Нарита», железнодорожные станции «Нарита» («Ист Джапан Рейлвэй Компани») и «Кайсэй Нарита» («Кайсэй Электрик Рейлвэй»), авиаремонтный завод «Джапан Турбин Текнолоджис» («Пратт энд Уитни» / «Джапан Эйрлайнз»), фармацевтический завод «Эс-Эс Фармасьютикал», отели «Хилтон» и «Меркюр» в Нарита, парк развлечений «Токио Дисней Резорт» (парки «Диснейленд» и «ДиснейСи», отели «Шератон», «Хилтон», «Окура», «Токю», «Майхама», «Дрим Гейт», «Дисней Амбассадор», «Токио Дисней Си» и «Токио Диснейленд») в Ураясу, металлургический завод «Ниппон Стил» в Кимицу, пивоваренный завод «Саппоро Брюэри» в Фунабаси, теплоэлектростанция «Токио Электрик Пауэр», нефтеперерабатывающие заводы «Космо Ойл» и «Идэмицу Косан» в Итихара, теплоэлектростанция «Токио Электрик Пауэр», дата-центры «Мицуи Сумитомо Иншуренс Групп» и «Си-Эс-Ка Холдингс Корп», технологический центр «Мабути Мотор» в Индзай, теплоэлектростанция «Токио Электрик Пауэр» и нефтеперерабатывающий завод «Фудзи Ойл» в Содегаура, алкогольный завод «Никка Виски Дистиллинг» и завод прохладительных напитков «Асахи Софт Дринкс» в Касива, теплоэлектростанция «Токио Электрик Пауэр» в Фуццу, завод сплавов «Хитати Металс» в Мацудо, парк развлечений «Камогава СиУорлд» и отель «Камогава Гранд» в Камогава.
В префектуре расположены крупные торговые центры и универмаги: «Аэон Марше» (с гипермаркетом «Каррефур»), «Мицуи Аутлет Парк» и «Сого» в Тиба, «ЛаЛаПорт» («Мицуи»), «Икеа» и «Сэйбу» в Фунабаси, «Аэон», «ЛаЛаПорт» и «Малладж» в Касива, «Икспиари» и «Бон Вояж» («Токио Дисней Резорт»), «Ито-Йокадо» в Ураясу, «Никке Колтон Плаза» в Итикава, «Аква» в Кисарадзу, «Тиба Нью Таун» («Аэон») и «Макинохара» в Индзай, «Ито-Йокадо» в Нарита, «Акао Молл» в Камагая, «Исэтан» в Мацудо, «Аэон» в Нагареяма.

## Транспорт
- Кокудо 16

## Демография
Тиба занимает 6-е место по размеру населения и 5-е место по величине ВВП на душу населения, которая составляет 3,1 миллиона йен на человека.

## Образование
Местное управление по образованию следит за муниципальными школьными округами; также прямо руководит общественными средними школами.

## Туризм
Диснейленд Токио расположен в Ураясу — около западной границы префектуры.
Тиба связана с Токио несколькими железнодорожными линиями: главные линии — Линия Кэйо и Линия Собу. Линия Мусасино соединяет Тибу с Саитамой и северным Токио. Юг Тибы (Кисарадзу) связан с префектурой Канагава туннелем-мостом «Токио Бэй Аква-Лайн» через воды Токийского залива.
Нарита Международный аэропорт расположен в Нарита, который находится на северо-востоке Тибы.

## Символика
Эмблема префектуры была создана 28 декабря 1909 года. Она представляет собой сочетание стилизованных символов катаканы «ти» (яп. チ) и «ха» (яп. ハ). Флаг префектуры былу утверждён 29 июля 1963 года. Синий цвет флага символизирует надежду и развитие префектуры, а жёлтый — цветок турнепса.
Хотя официально цветок префектуры не утверждался, им считается цветок турнепса. Он был выбран жителями префектуры в 1954 году в результате опроса, проведённого компанией NHK. Деревом префектуры был избран ногоплодник крупнолистный (29 сентября 1966), птицей — красноухая овсянка (10 мая 1965), а рыбой — красный тай (23 февраля 1989).
Днём префектуры считается 15 июня.

## Города-побратимы
- Таоюань, Тайвань[5]